# 時空警察ヴェッカー1983
『時空警察ヴェッカー1983』（じくうけいさつヴェッカー1983）は、日本の舞台作品。2013年8月14日から8月18日まで、東京都渋谷区の笹塚ファクトリーで上演された。時間と歴史を守る未来の刑事の姿を描くSF作品群「時空警察ヴェッカーシリーズ」の1つである。

## 概要

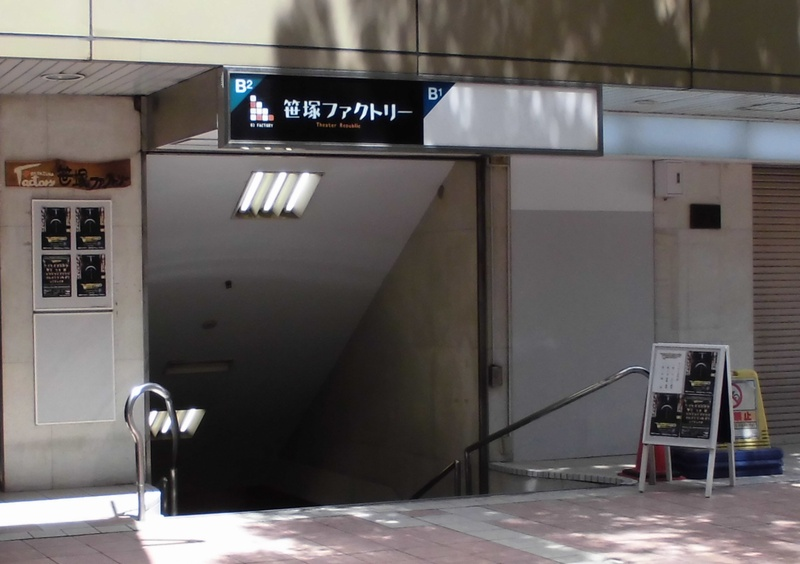
会場の「笹塚ファクトリー」。本舞台公演時に撮影。

アリスインプロジェクトとカプセル兵団のコラボレーションによる舞台作品。従来作品同様、時空犯罪者を追う未来の刑事・時空刑事（ヴェッカー）を題材としているが、今回は未来の別々の時代から現代世界へやって来た3組のヴェッカーによる三つ巴の戦いが繰り広げられる物語であり、オールスター戦またはヒーロー大戦を思わせるヴェッカー同士の戦いが見どころとされる。大勢のヴェッカーの集結による、祭りのような楽しみの要素も含まれている。
演出は、カプセル兵団主宰者である吉久直志が担当。吉久による舞台演出は「飛び出す演劇」とも評される独自の世界観の展開が特徴で、従来作品にないサウンドとビジュアルを駆使した演目を狙った作品となっている。舞台構造も、通常の長方形構造の舞台ではなく、客席へ向かってのせり出し部分を設けて270度の角度から舞台を見られるよう凝った演出が施され、より近さを感じられる舞台となっている。さらに、舞台上だけではなく客先後方からも次々と出演者が飛び出すといった、目まぐるしいスピード感溢れる作品である。また、アリスインプロジェクトらしく女性アイドルたちのきめ細やかな心情表現や、涙を誘うようなシーンも用意されており、ヴェッカーファンはもとより、ヴェッカーを知らなくても楽しめるように仕上がっている。原作者である畑澤和也の要望もあり、1983年を舞台とすることでノスタルジックな作風も特徴的である。
主演はiDOL Streetストリート生の加藤里保菜とアイドリング!!!の玉川来夢によるダブル主演で、ほかにもアイドルグループ・GEMの金澤有希ら、若手女優が多数出演することでも話題となった。

### 翻案作品
原作の畑澤和也は、当時は中国を活動拠点としていたために、原作提供と監修に留まり、演出は吉久直志に一任された。しかし畑澤にとって本作は、自身の実体験をもとにした原作であるために思い入れが深く、自身の脚本・演出で作り直したいとの意志があり、このことが本作をベースとした時空警察シリーズ『時空警察SIG-RAIDER 邂逅〜エヴェリーヌ〜』の製作につながった。さらにこの『エヴェリーヌ』をベースとして、同シリーズの朗読劇『時空警察ヴァージナル』の一作品、『時空警察ヴァージナルON-Line〈外伝〉〜邂逅1993〜』が上演された。
2025年2月には、「時空警察ヴェッカーシリーズ」としての再演（リブート）作品『時空警察ヴェッカー1983・改』が上演された。2025年3月、同作の期間限定でのストリーミング配信が行われた。

## あらすじ
1983年。平凡な高校生・工藤かをると親友の田中純子たちは、学園祭の迫った夏休みのある日、タイムカプセルに入れる物を捜しているうちに、1枚のレコードを見つける。そのレコードを狙い、23世紀の未来から時空刑事サナたちヴェッカーC-83、その百年後の時空刑事のヴェッカーリリーズ、さらにその百年後の時空刑事のヴェッカーFDLが、それぞれ異なる3つの未来の世界から別々の目的を携えて出現。レコードと、かをるが秘めていた重大な秘密を巡り、三つ巴の戦いが繰り広げられる。

## キャスト
主要キャスト以外は、昼の部の出演者「時組」と夜の部の出演者「空組」の2グループによるダブルキャスト。以下の「時」は時組の公演時、「空」は空組の公演時のキャストを指す。
再演時のキャストの順は、工藤かをる → C-83 → リリーズ → クロノフォース → 1983年の学生 → 時間保護局税務調査官 → 時空科学研究所。
| グループ                       | 役名                        | 初演                 | 初演                 | 再演              |
| グループ                       | 役名                        | 時                   | 空                   | 再演              |
| ------------------------------ | --------------------------- | -------------------- | -------------------- | ----------------- |
| 主人公                         | 工藤かをる                  | 加藤里保菜           | 加藤里保菜           | 青葉ひなり        |
| 時空科学研究所                 | 古池純子                    | 長沢美樹（特別出演） | 長沢美樹（特別出演） | 船岡咲 / 有沢澪風 |
| 時空科学研究所                 | 向島のえる                  | 花音                 | 尾崎礼香             | 岩﨑千明          |
| 時空警察 ヴェッカーC-83        | 時空刑事サナ 大場佐茄       | 玉川来夢             | 玉川来夢             | 遠藤瑠香          |
| 時空警察 ヴェッカーC-83        | 時空刑事レイ 中尾粲         | 栞菜                 | 栞菜                 | 草場愛            |
| 時空警察 ヴェッカーC-83        | 時空刑事アン 小嶋杏         | 船岡咲               | 船岡咲               | 髙橋彩香          |
| 時空警察 ヴェッカーC-83        | サポートドロイド・エル      | 横山利奈             | 日野麻衣             | 南雲ひより        |
| 1983年の学生                   | 田中純子                    | 金澤有希             | 金澤有希             | 日和ゆず          |
| 1983年の学生                   | 井上伸子                    | 綾乃彩               | 綾乃彩               | 湯田陽花          |
| 1983年の学生                   | 山本千鶴                    | 池田裕子             | 真奈                 | 鈴木みなよ        |
| 1983年の学生                   | 河合登志子                  | 勝田麗美             | 荘司里穂             | 神田緋那          |
| 1983年の学生                   | 楠本美雪                    | 鍵谷まみ             | 大貫彩香             | 仲村まひろ        |
| 1983年の学生                   | 中村一穂                    | 新平真里亜           | 藤井奈々             | 菜乃華れみ        |
| 1983年の学生                   | 松井雅代                    | 小林千莉             | 浅石莉奈             | 逢咲日彩          |
| 時空警察 ヴェッカー・リリーズ  | 時空刑事リリ リリ・ルリエル | 渡辺ありさ           | 新城玲香             | 結城美優          |
| 時空警察 ヴェッカー・リリーズ  | 時空刑事ララ ララ・ラヴェル | 五十嵐夏実           | 宮島小百合           | 絃ユリナ          |
| 時空警察 ヴェッカー・リリーズ  | 時空刑事ルル ルル・レミエル | なあ坊豆腐@那奈      | なあ坊豆腐@那奈      | 三姫奈々          |
| 時空警察 ヴェッカー・リリーズ  | サポートドロイド・チャーム  | 田井中茉莉亜         | 田井中茉莉亜         | 桐下愛未          |
| クロノフォース・ ヴェッカーFDL | フォンタム                  | 春原優子             | 春原優子             | 本条万里子        |
| クロノフォース・ ヴェッカーFDL | ディール                    | 遠藤瑠香             | 遠藤瑠香             | 泉水静紀          |
| クロノフォース・ ヴェッカーFDL | リミット                    | 宮原華音             | 宮原華音             | 沖田桃果          |
| クロノフォース・ ヴェッカーFDL | サポートドロイド・ナイン    | 山本千尋             | 山本千尋             | 吉田菜都実        |
| 時間保護局 税務調査官          | ベンズ・マリー 生田麻里     | 金田瀬奈             | 金田瀬奈             | 加藤瞳            |
| 時間保護局 税務調査官          | オルソ・リィナ 児栄莉奈     | 門田紗季             | 門田紗季             | 石田みう          |

## スタッフ
|                | 初演                                                           | 再演                               |
| 原作           | 畑澤和也                                                       | LAYUP                              |
| 脚本           | 畑澤和也                                                       | 畑澤和也                           |
| 共同脚本       | 麻草郁                                                         | 麻草郁                             |
| 演出           | 林智子（演出助手、劇団ヘロヘロQカムパニー）                    | 扇田賢（ボブジャックシアター）     |
| 舞台監督       | 笹浦大暢（うなぎ計画）                                         |                                    |
| 美術           | 深海十蔵                                                       |                                    |
| 照明           | 小坂章人                                                       |                                    |
| 音響・音効     | 田島誠治(Sound Gimmick)                                        |                                    |
| 音楽監督       | 神津裕之                                                       |                                    |
| 効果音操作     | 矢島慎之介（カプセル兵団）                                     |                                    |
| 映像           | 麻草郁                                                         |                                    |
| 振付           | 森澤碧音(DancecompanyMKMDC)                                    |                                    |
| 制作協力       | 庄章子（カプセル兵団）・富田亜希子（企画演劇集団ボクラ団義）\| |                                    |
| 製作           | 時空警察ヴェッカー1983実行委員会                               | 舞台「ヴェッカー1983改」実行委員会 |
| 企画           | 鈴木正博                                                       |                                    |
| プロデューサー | 美濃部慶・Reimon                                               | 鈴木正博・美濃部慶                 |

## 主題歌
- 「ブラインドウオッチ・メイカー」[14]（作曲：神津裕之）